# Lobelia sessilifolia
Lobelia sessilifolia är en klockväxtart som beskrevs av Aylmer Bourke Lambert. Lobelia sessilifolia ingår i släktet lobelior, och familjen klockväxter. Inga underarter finns listade i Catalogue of Life.

## Bildgalleri

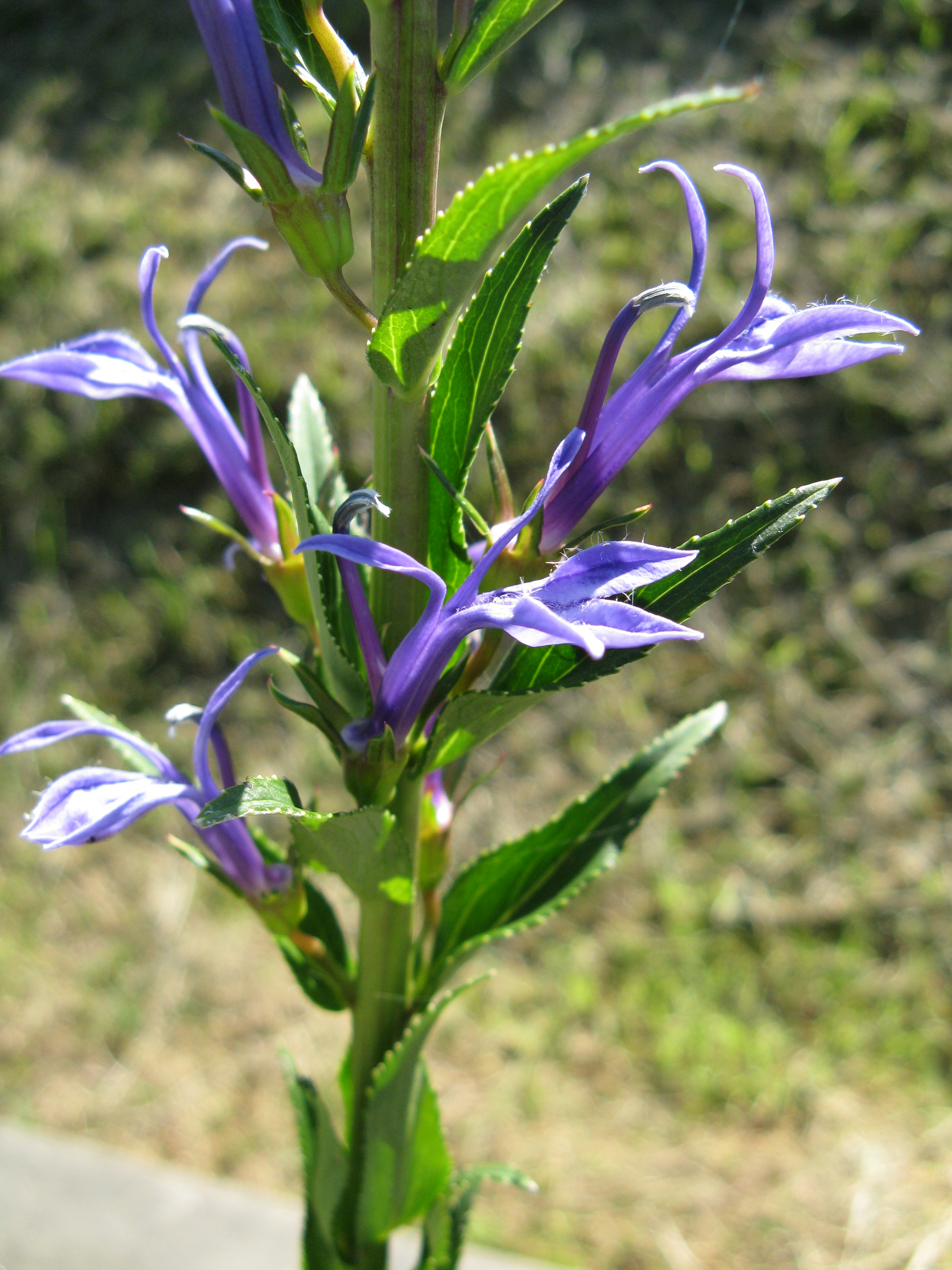
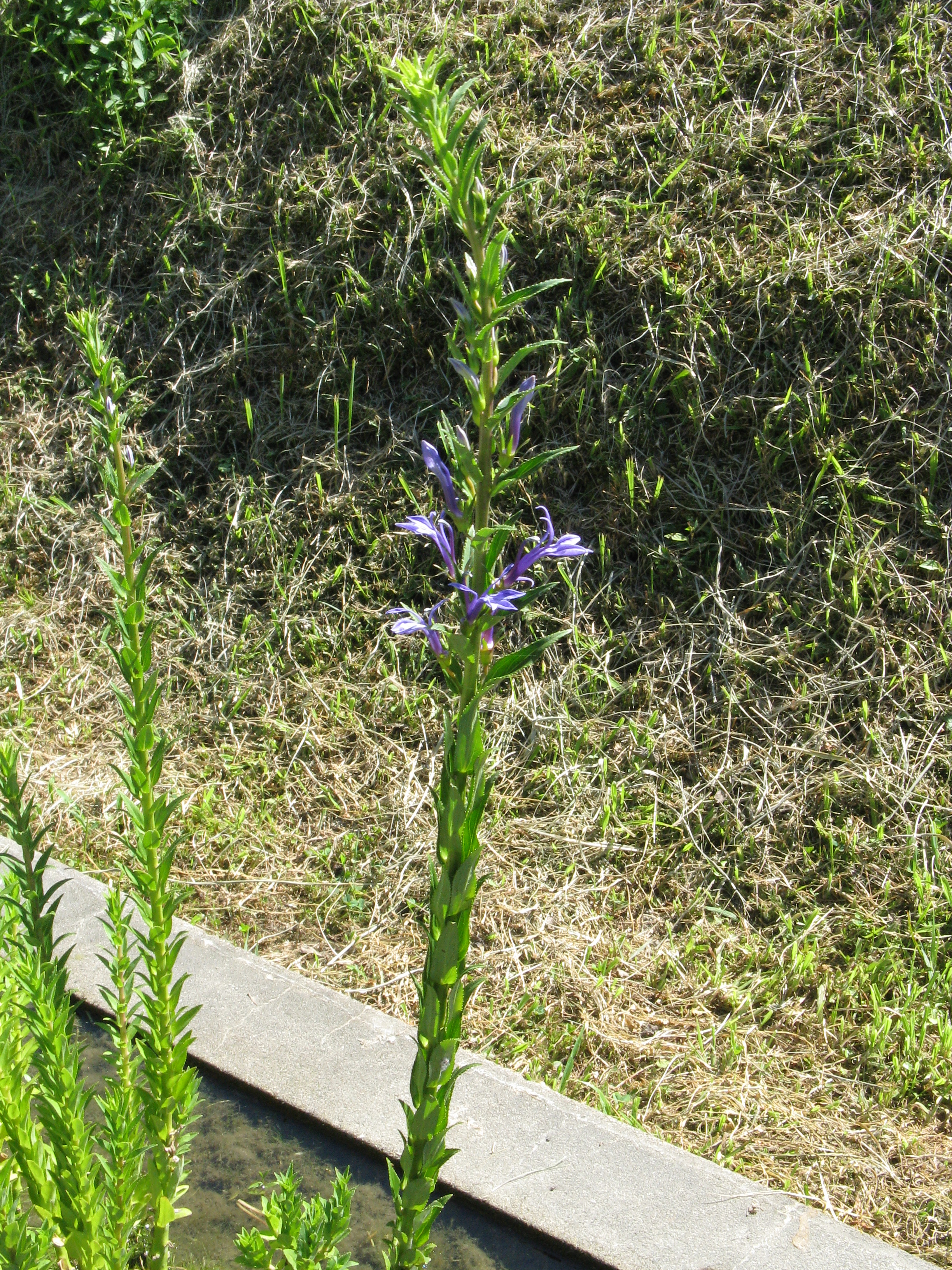
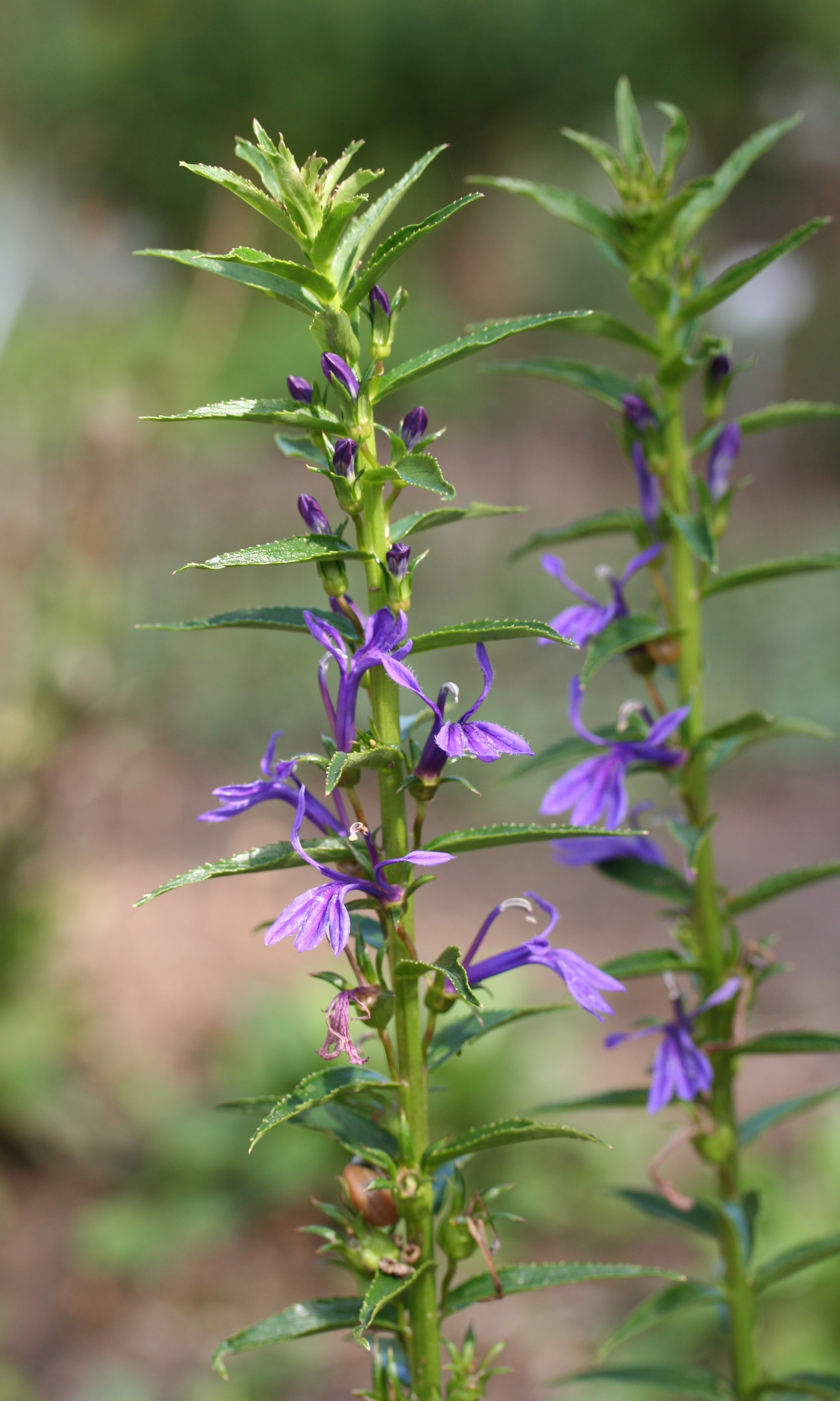
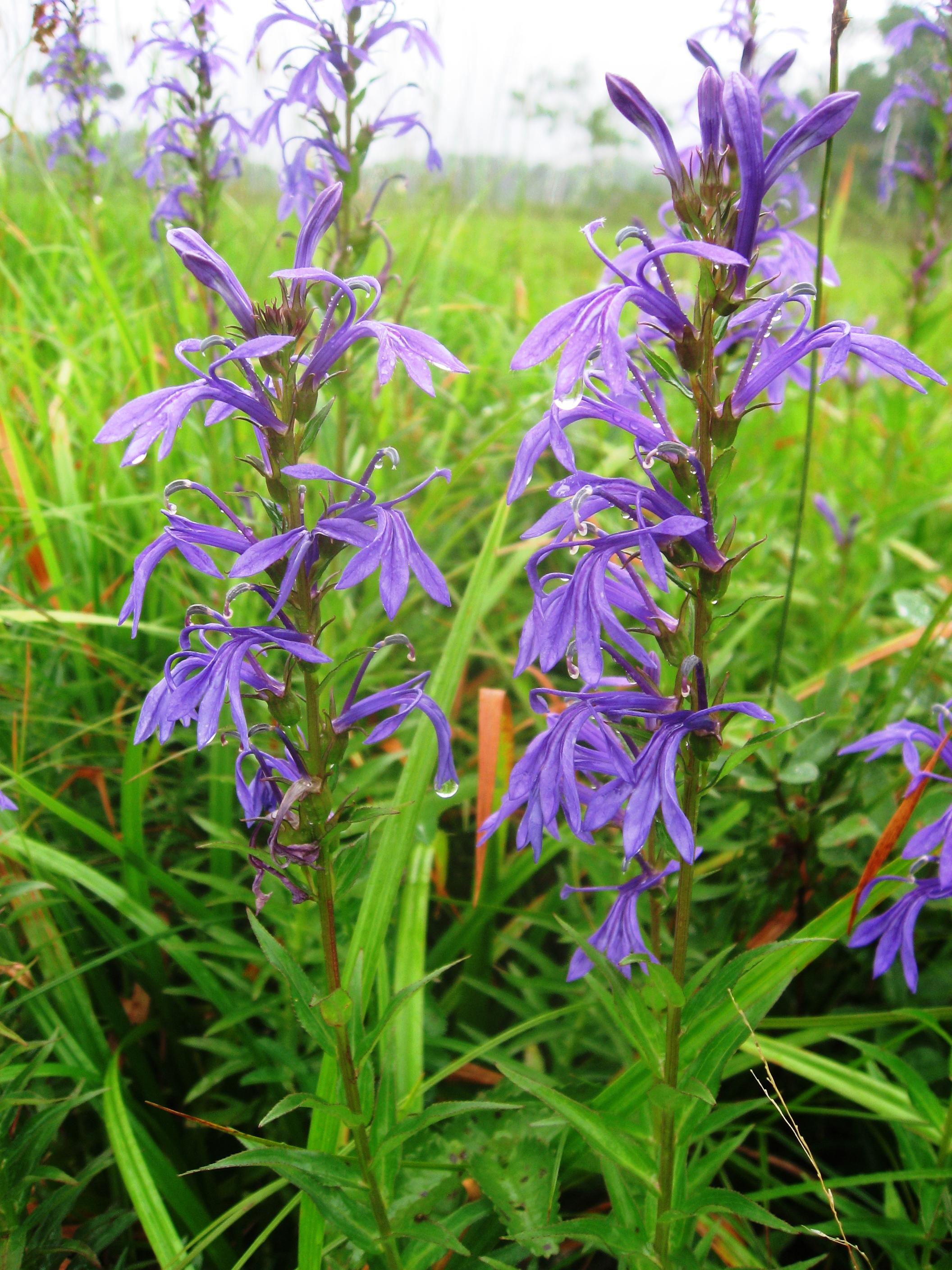
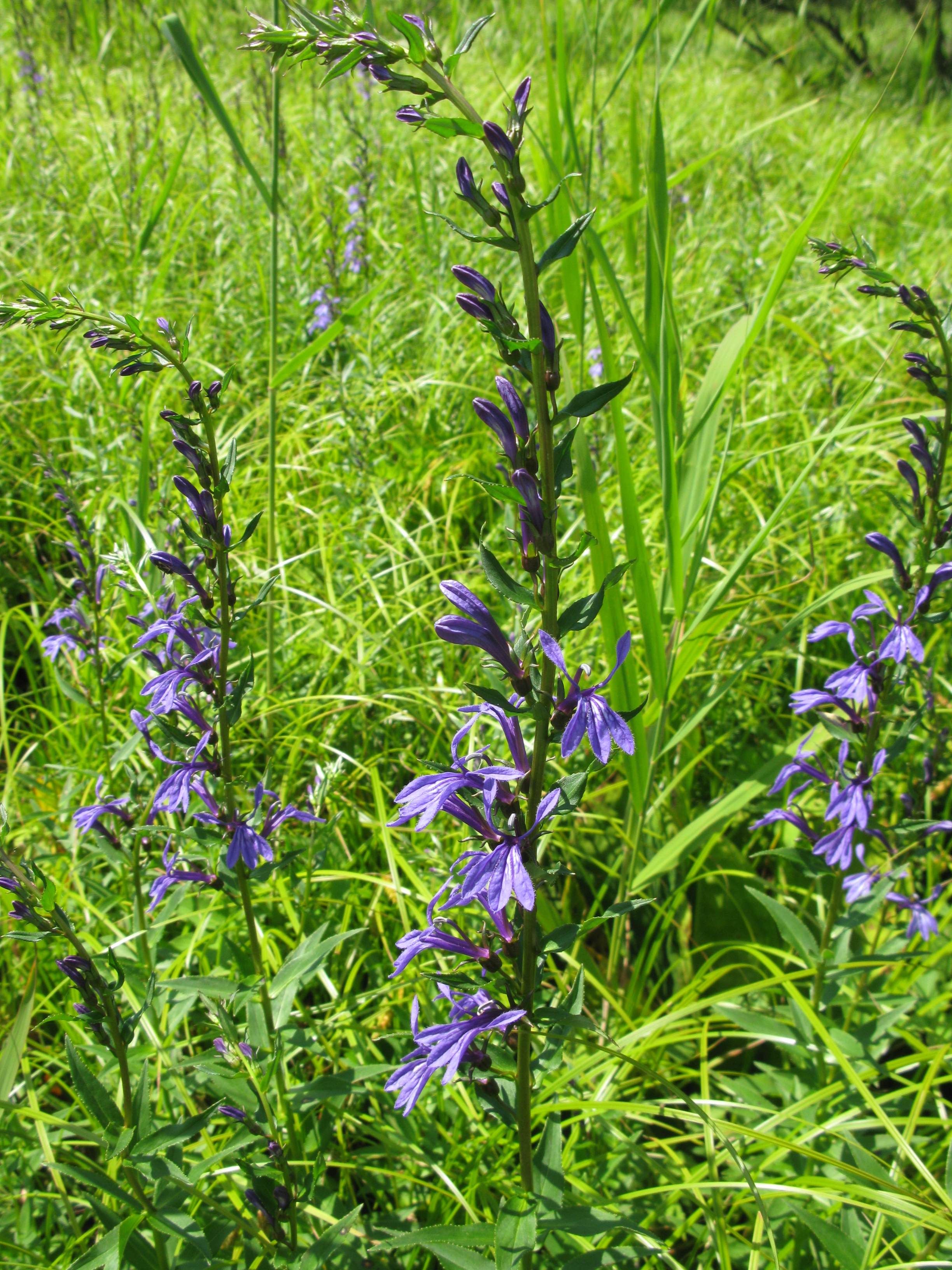